# Cho U
Cho U (en chino tradicional, 張栩; en chino simplificado, 张栩; pinyin, Zhāng Xù) (Taipéi, Taiwán, 20 de enero de 1980) es un jugador de go profesional. 

## Biografía
Da fe que uno de sus primeros profesores fue Shen Chun-shan. Jugó contra él cuando tenía siete años. Shen quedó tan impresionado por la habilidad del joven de Cho que, cuando Cho se trasladó a Japón en 1990, le presenta a Rin Kaiho para que pueda convertirse en su alumno.
Cho está casado con Kobayashi Izumi, con la que tiene una hija, Cho Kosumi, también profesional.
En 2008, Cho se convirtió en la cuarta persona en la historia del go japonés en poseer a la vez los siguientes 4 grandes títulos: Meijin, Tengen, Oza y Gosei. En 2009 hizo historia en el go japonés al ser la primera persona en poseer a la vez los siguientes 5 grandes títulos: Meijin, Judan, Tengen, Oza y Gosei. En el mismo año consiguió defender el título de Gosei, consiguiendo cuatro títulos consecutivos lo que hace que sólo necesite el siguiente para convertirse en Gosei honorario. En 2010 se convirtió en el segundo jugador de la historia del go japonés en conseguir el "grand slam" (ganar los siete grandes títulos) después de conseguir el título de Kisei contra Yamashita Keigo. El otro jugador que lo había conseguido hasta la fecha es Cho Chikun.

## Campeonatos y subcampeonatos
| Título           | Años ganado            |
| ---------------- | ---------------------- |
| Actuales         | 30                     |
| Kisei            | 2010                   |
| Meijin           | 2004, 2005, 2007, 2008 |
| Honinbo          | 2003, 2004             |
| Judan            | 2009, 2010             |
| Tengen           | 2008                   |
| Oza              | 2003–2005, 2008-2010   |
| Gosei            | 2006-2009              |
| Copa NEC         | 2005, 2007             |
| Copa NHK         | 2002, 2005, 2008       |
| Copa Agon        | 2006, 2007, 2008       |
| Ryusei           | 2006, 2007             |
| Shinjin-O        | 2002                   |
| Continentales    | 1                      |
| Copa TV Asiática | 2005                   |
| Internacionales  | 1                      |
| Copa LG          | 2005                   |
| Totales          | 33                     |

| Título                      | Años perdido     |
| --------------------------- | ---------------- |
| Actuales                    | 16               |
| Meijin                      | 2006, 2009       |
| Honinbo                     | 2001, 2005       |
| Judan                       | 2004             |
| Tengen                      | 2009             |
| Oza                         | 2006             |
| Gosei                       | 2010             |
| Copa Agon                   | 2002, 2003, 2009 |
| Ryusei                      | 2001, 2008, 2009 |
| Copa NEC                    | 2009             |
| Copa Daiwa                  | 2006             |
| Extintos                    | 1                |
| Campeonato JAL Super Hayago | 2003             |
| Continentales               | 3                |
| Copa Agon China-Japan       | 2006, 2007, 2008 |
| Internacionales             | 1                |
| Mundial Oza                 | 2006             |
| Totales                     | 20               |